# NGC 4184
NGC 4184 (другие обозначения — ESO 130-SC10, OCL 877, Ruprecht 102) — рассеянное скопление в созвездии Южного Креста. Открыт Джоном Гершелем в 1837 году.
Это скопление ещё достаточно молодое и не успело динамически проэволюционировать. Расстояние до него составляет 3,2 килопарсека. Возраст составляет около 280 миллионов лет. Масса оценивается в 220 M⊙. Возможная верхняя оценка массы составляет 820 M⊙, а числа звёзд — 1880.
Этот объект входит в число перечисленных в оригинальной редакции «Нового общего каталога».